# Tim Hall (piłkarz)
Tim Hall (ur. 15 kwietnia 1997 w Esch-sur-Alzette) – luksemburski piłkarz, grający na pozycji środkowego obrońcy w wietnamskim klubie Hanoi FC  oraz reprezentacji Luksemburga.

## Kariera klubowa
Wychowanek klubów F91 Dudelange, Standard Liège i 1. FC Saarbrücken. 26 lipca 2016, trafił do drugiej drużyny niemieckiego SV 07 Elversberg, gdzie rozpoczął seniorską karierę. 4 maja 2017, podpisał kontrakt na okres dwóch sezonów, z belgijskim Lierse SK. 1 lipca 2018, przeniósł się do luksemburskiego Progrèsu Niedercorn. 13 sierpnia 2019, po udanym sezonie w luksemburskiej ekstraklasie, podpisał kontrakt z ukraińskimi Karpatami Lwów. Był trzecim luksemburskim piłkarzem na Ukrainie, po Gersonie Rodriguesie, występującym w Dynamie Kijów, i Marvinie Martinsie, występującym również w Karpatach. 8 sierpnia 2020, podpisał kontrakt z portugalskim Gil Vincente FC. Rozegrał w barwach tego klubu 1 spotkanie w Primeira Liga, przeciwko SL Benfica (0:2). 12 stycznia 2021, rozwiązał kontrakt z klubem ze względu na rzadką grę.
15 stycznia 2021, podpisał dwuipółletni kontrakt z Wisłą Kraków prowadzoną przez Petera Hyballę, który został rozwiązany już 11 dni później. Powodem szybkiego rozwiązania kontraktu był konflikt z trenerem. Obrońca w wywiadzie podkreślał później, że sprawa została rozdmuchana przez media i dlatego, wspólnie z zarządem Białej Gwiazdy, postanowił rozwiązać swój kontrakt.
5 sierpnia 2021 podpisał kontrakt z Ethnikosem Achna.

## Kariera reprezentacyjna
Były zawodnik reprezentacji juniorskich Luksemburga. W reprezentacji do lat 17. zanotował 3 mecze, a w reprezentacji do lat 19. rozegrał 9 spotkań i zdobył 1 bramkę.
28 marca 2017, zadebiutował w seniorskiej reprezentacji Luksemburga w przegranym 0:2 meczu towarzyskim z Republiką Zielonego Przylądka. Obecnie występuje również w młodzieżowej reprezentacji Luksemburga.

## Życie prywatne
Jest kuzynem tenisisty, dwukrotnego olimpijczyka, Gillesa Müllera.